# Jacob Hilditch
Jacob Hilditch, född den 20 januari 1864, död den 1 juni 1930, var en norsk författare och journalist.
Hilditch vann stor popularitet genom sina ursprungligen i Dagbladet tryckta skildringar av livet bland småfolket i östländska bygder och småstäder och bland sjömän (Samlede fortællinger, sju band, 1918) samt sina tidningskåserier, delvis samlade i Trangviksposten (1900, 1901 och 1907), en norsk motsvarighet till Grönköpings veckoblad.